# .mo
.mo — национальный домен верхнего уровня для Макао. Домен .mo был зарегистрирован в 1992 году. Ответственность за домен была возложена на Университет Макао. В 2003 году был создан центр MONIC (англ. Macao Network Information Center), ответственный за домен .mo и сайты в этом домене. В 2011 году контроль MONIC был передан HNET Asia Ltd.
Соответствующие IDN-домены — DNAME .澳門 (xn--mix891f) на традиционном китайском, а также синоним .澳门 (xn--mix082f) на упрощённом китайском были зарегистрированы в начале 2015 года по запросу МОНИКА.
Для регистрации доступны домены второго:
- .mo, .澳門 — коммерческие организации в Макао

и третьего уровней:
- .com.mo, .公司.mo, .公司.澳門 — коммерческие организации
- .edu.mo, .教育.mo, .教育.澳門 — образовательные организации
- .gov.mo, .政府.mo, .政府.澳門 — правительственные ведомства
- .net.mo, .網絡.mo, .網絡.澳門 — сетевые провайдеры
- .org.mo, .組織.mo, .組織.澳門 — некоммерческие организации